# Tashi Dondrup
Tashi Dondrup es un cantante y mandolinista chino de origen tibetano. Además es uno de los músicos más reconocidos del Tíbet. Proviene de una familia de campesinos tibetanos y se casó en 2009. Dondrup lanzó su primer CD titulado "Torture Without Trace", en diciembre de 2009. Que contiene trece temas musicales que hablan sobre la nostalgia del exiliado dalái lama. Además con este álbum por medio de sus temas musicales, hacen recordar la represión de la violencia ocurrido en Lhasa en 2008. Los 5.000 CD que fueron producidos se vendieron rápidamente en el Tíbet, sobre todo en la región de Amdo en el Tíbet oriental. Las autoridades prohibieron inmediatamente la venta de su CD. [1] Fue detenido por las autoridades del gobierno en diciembre de 2009, en Xining, la capital de la provincia de Qinghai, donde se había escondido. Estuvo arrestado desde 2008 hasta marzo del 2009 de un CD anterior.